# 一青窈
一青窈（日语：／ Hitoto Yō，1976年9月20日—），本名顏窈，為日本女性流行音樂歌手、作詞家和演員。其姊一青妙具有牙醫師、作家雙重身分，亦從事舞台劇演出。

## 簡歷
一青窈的父親顏惠民（1928年－1985年）是台灣日治時期臺北瑞芳（今新北市瑞芳區）富商，是基隆顏家後代；母親一青和枝則是日本石川縣人（1943年—1992年）。一青窈在臺北市私立衛理幼兒園完成了幼稚園學業，然後隨父母搬到日本定居。父親於她小學二年級時因癌症逝世，其後改隨母姓「一青」，母親在她十六歲時病逝。
中學時期，一青窈在自組的團體（兩人合唱加一人彈奏）中擔任演唱。於慶應義塾大學環境情報學系畢業前，曾經參加一個無伴奏合唱的樂隊「K.O.E.」。直到認識了日本無伴奏合唱樂隊「Gospellers」的隊員北山陽一，歌唱天份開始被發掘，北山陽一建議她可以嘗試自己作曲、編曲然後出道。之後她持續在日本各地巡迴街頭演唱，同時亦有為其他樂團作和音歌手或幕後演唱。2001年加入了Columbia Music Entertainment，同年並演唱《真·三國無雙2》的片尾曲《生路》（CIRCUIT）。
2002年，一青窈推出個人首張單曲《陪哭》（もらい泣き），透過廣播電台密集放送，逐漸成為暢銷單曲，不但曾經連續67週停留在日本公信榜上，並以此曲獲得了當年日本大部份音樂頒獎禮的最佳新人獎；次年（2003年）底，首次登上NHK紅白歌唱大賽，演唱這首成名曲。因911事件有感而發寫下歌詞、於2004年推出的單曲《花水木》（ハナミズキ），除了登上公信榜的週數更多之外，還成為KTV熱門的點唱曲目之一。
一青窈的歌在許多世代中都相當流行。她的歌唱方式，經常被拿來和沖繩傳統歌曲的演唱風格、以及唱腔類似的歌手（例如夏川里美）比較，同時也影響了許多人。身為台裔日籍歌手，近年她亦開始向台灣發展。在台灣，她以在麒麟啤酒電視廣告演唱台語傳統歌曲《望春風》而著名。另外，在侯孝賢所導演、向小津安二郎致敬的電影《珈琲時光》中，亦是由她擔綱演出女主角。
2007年與大17歲的音樂製作人小林武史（My Little Lover鍵盤手，已婚）爆不倫戀，小林武史結束與My Little Lover主唱Akko於2008年的12年婚姻。據日本八卦雜誌《FLASH》報導，2014年10月前後，搬出昔日同居愛巢；經紀公司也證實已分手。
2015年4月27日公開已在2015年4月4日與小兩歲的吉他手山口周平完成結婚登記以及已懷孕4個月，同年生下長男。2017年2月27日，懷了第2個孩子，同年生下次女。2019年再誕下一女。

## 音樂作品

### 單曲
- 陪哭（；2002年10月30日）
- 大家（；2003年3月19日）
- 撈金魚（金魚すくい；2003年7月4日）
- 江戶波卡／夢正酣（江戸ポルカ／夢なかば；2003年11月12日）
- 花水木（ハナミズキ；2004年2月11日）（2010年電影《花水木》主題曲）
- 踩影子（影踏み；2005年4月20日）（2010年電影《花水木》插曲）
- 風車（；2005年9月21日）
- 打勾勾（指切り；2005年12月7日）
- 牽著的手（つないで手；2007年9月19日）
- 「我回來了」（「ただいま」；2007年12月5日）
- 請接納我（受け入れて；2008年1月30日）
- 初次見面（はじめて；2008年11月19日）
- You're medicine～我來變成你的藥（ユア メディスン〜私があなたの薬になってあげる；2009年10月7日）
- 滿滿的幸福（うんと幸せ；2009年11月4日）
- 冬降臨／花痕（冬めく／花のあと；2010年2月24日）
- dots and lines (loves Mummy-D)／停住（dots and lines (loves Mummy-D)／；2012年5月23日）
- 嚮導／愛與誠的幻夢（道案内／愛と誠のファンタアジア；2012年6月6日）
- 螢火蟲（蛍；2014年3月26日）
- 他人的關係 feat. SOIL&“PIMP”SESSIONS （他人の関係 feat. SOIL&“PIMP”SESSIONS；2014年8月27日）
- （2017年9月13日）[4]

### 配信限定單曲
- 時代（2011年12月1日）※翻唱中島美雪歌曲
- Lesson（2012年1月25日）
- （2012年2月29日）
- （2012年3月28日）※翻唱金井克子（日语：金井克子）歌曲
- （2015年12月16日）[5]
- 空音（2017年2月8日）[6]
- （2020年11月2日）
- 6分（2021年4月22日）

### 專輯

#### 原創專輯
| #   | 發售日期                             | 標題         | 曲目 |
| --- | ------------------------------------ | ------------ | --- |
| 1st | 2002年12月18日                       | 月天心（つきてんしん）   | |
| 2nd | 2004年4月7日 2004年12月1日（限定盤） | 一青想（ひとおもい）   | |
| 3rd | 2005年12月21日                       | &（）        | |
| 4th | 2008年3月5日                         | Key          | |
| 5th | 2010年4月21日                        | 花蓮街（かれんがい）   | |
| 6th | 2012年6月27日                        | 一青十色（ひとといろ） | |
| 7th | 2014年10月22日                       | 私重奏（しじゅうそう）   | |
| 8th | 2022年12月18日                       | 一青尽図     | 1. 僕をみて 2. 腕枕 3. 耳をすます 4. I² 5. カノン 6. 6分 7. 黒縁メガネ 8. ダイスキダイキライ 9. かたつむり 10. あひるの涙 11. あうん |

#### 精選專輯
| #   | 發售日期                                                              | 標題   |
| --- | --------------------------------------------------------------------- | ------ |
| 1st | 2006年11月29日 2007年4月18日（限定盤） 2009年1月21日（BESTYO+INSTYO） | BESTYO |
| 2nd | 2010年8月10日                                                         |        |
| 3rd | 2017年10月11日                                                        |        |

#### 翻唱專輯
| #   | 發售日期      | 標題   |
| --- | ------------- | ------ |
| 1st | 2012年4月8日  | 歌窈曲 |
| 2nd | 2015年7月29日 |        |

### 演唱會DVD
- 姿見一青也（すがたみひととなり；2003年10月1日）
- 一青窈 LIVE TOUR 2004～～（2004年4月11日）
- 一青窈夢街～～（2006年2月1日）
- Yo＆U TOUR '06（2006年9月6日）
- 思草歌（2008年5月21日）
- 一青窈 CONCERT TOUR 2008「Key～Talkie Doorkey」 LIVE DVD @ NHK hall（2008年11月19日）
- 水蝶花 -2LIVE DVD acoustic & orchestra-（2010年8月11日）

### 遊戲歌曲
- 生路〜CIRCUIT〜

- 光榮遊戲 真·三國無雙2 結尾曲（2002年）、真·三國無雙7 IF劇本路線 結尾曲（2014年）

### 歌詞提供
| 演唱歌手   | 歌曲名稱   | 收錄                          | 日期           | 附註                                                           |
| ---------- | ---------- | ----------------------------- | -------------- | -------------------------------------------------------------- |
| 中村雅俊   |            | 同名單曲                      | 2005年2月23日  | 一青窈的自翻唱，收錄於單曲《風車》c/w曲（2005年9月21日）       |
| Salyu      | Tower      | 同名單曲                      | 2006年4月5日   |                                                                |
| Salyu      | name       | 同名單曲                      | 2006年9月6日   | 一青窈的自翻唱，收錄於單曲《滿滿的幸福》c/w曲（2009年11月4日） |
| Salyu      |            | 專輯《TERMINAL》              | 2007年1月17日  |                                                                |
| Salyu      | Apple Pie  | 專輯《TERMINAL》              | 2007年1月17日  |                                                                |
| Salyu      | be there   | 專輯《TERMINAL》              | 2007年1月17日  |                                                                |
| Salyu      | heartquake | 專輯《TERMINAL》              | 2007年1月17日  |                                                                |
| Salyu      | cruise     | 專輯《MAIDEN VOYAGE》         | 2010年3月24日  |                                                                |
| 綾瀨遙     |            | 同名單曲                      | 2006年9月13日  |                                                                |
| JERO       |            | 同名單曲                      | 2009年1月28日  |                                                                |
| 清水美智子 |            | 專輯《》                      | 2009年12月23日 |                                                                |
| Sindy      |            | 單曲《》c/w曲                 | 2010年4月21日  |                                                                |
| 伊藤咲子   |            | 同名單曲                      | 2010年12月8日  |                                                                |
| 城南海     |            | 同名單曲                      | 2011年9月7日   |                                                                |
| 小柳留美子 |            | 同名單曲                      | 2012年12月5日  |                                                                |
| 山下智久   |            | 專輯《YOU》                   | 2014年10月8日  |                                                                |
| 和樂器樂團 |            | 專輯《軌跡 BEST COLLECTION+》 | 2017年11月29日 | 日本語譯詞，原曲是周杰倫的〈東風破〉                           |
| Sinon      |            | 迷你專輯《Mariage》           | 2019年4月3日   |                                                                |
| 大原櫻子   |            | 專輯《Passion》               | 2020年2月5日   |                                                                |
| 大原櫻子   |            | 同名單曲                      | 2020年9月30日  |                                                                |

以下歌曲由作曲者自翻唱，仍採用一青窈的作詞，變相是一青窈的歌詞提供。
| 演唱歌手       | 歌曲名稱 | 收錄     | 日期           | 附註                                                           |
| -------------- | -------- | -------- | -------------- | -------------------------------------------------------------- |
| 渡邊真知子     |          | 專輯《》 | 2012年10月26日 | 作曲者渡邊真知子的自翻唱，一青窈原唱版本收錄於專輯《一青十色》 |
| Crazy Ken Band |          | 專輯《》 | 2016年8月3日   | 作曲者橫山劍的自翻唱，一青窈原唱版本收錄於專輯《Key》          |

## 演出

### 電影
- 珈琲時光（2004年） 主演 井上陽子
- 戀愛中的無辜男人（恋するイノセントマン）（2006年） 飾 バーの店員（友情出演）
- 愛與誠（日语：愛と誠）（2012年） 飾 早乙女美也子
- 媽媽的味噌湯（日语：はなちゃんのみそ汁）（Hana's Miso Soup）（2016年） 飾 松永志保
- 媽媽，晚餐吃什麼？（ママ、ごはんまだ？）（2017年） 飾 本人

### 音樂劇
- （2008年） - 主演

### 電視廣告
- 麒麟「一番榨」啤酒（2004年－；台灣）

### NHK紅白歌合戰出場紀錄
| 年份/屆數                 | 出場次數 | 曲目      | 出演次序 | 對戰歌手 |
| ------------------------- | -------- | --------- | -------- | -------- |
| 2003年（平成15年）/第54回 | 初       | 陪哭      | 17/30    | 柚子     |
| 2004年（平成16年）/第55回 | 2        | 花水木    | 21/28    | 松平健   |
| 2005年（平成17年）/第56回 | 3        | 花水木(2) | 20/29    | Group魂  |
| 2007年（平成19年）/第58回 | 4        | 花水木(3) | 24/27    | 秋川雅史 |
| 2008年（平成20年）/第59回 | 5        | 初次見面  | 22/26    | 北島三郎 |

## 獎項
- 第17屆日本金唱片大獎
- 第47屆唱片大賞作詞獎
- 第36屆日本有線大賞最優秀新人獎
- BEST HIT 歌謠祭最優秀新人獎

## 軼聞
在台灣和日本都流傳著一段軼聞—用電腦音效軟體把一青窈所演唱歌曲的拍子（tempo）及音調，調成原曲的80%，大部份歌曲都會變成與日本著名男歌手平井堅演唱的腔音非常相似。在日本，電視節目「Trivia之泉」甚至邀請專家解釋此現象。

## 外部連結
- 一青窈官方網站（页面存档备份，存于）
- Hitoto's Webpage（页面存档备份，存于）
- Nippop Profile—Yo Hitoto
- YouTube上的一青窈頻道
- 一青窈的Instagram帳戶
- 一青窈的X（前Twitter）
- 一青窈的Facebook專頁